# 东洲岛 (三亚)
东洲岛，行政隶属三亚市，地理坐标为北纬  18°11'0",东经109°41'48" ，位于海南最南端亚龙湾国家旅游度假区内，岛上有灯桩，附近有野猪岛，西洲岛，西有东排、西排。
- 1996年，中国政府发布关于领海范围的声明，东洲岛上有两处是中国领海基点之一。
  - 东洲（1）北纬18ø 11·0' 东经109ø 42·1'
  - 东洲（2）北纬18ø 11·0' 东经109ø 41·8'